# Scytodes
Scytodes is een geslacht van spinnen uit de familie lijmspuiters.

## Soorten
- Scytodes adisi Rheims & Brescovit, 2009
- Scytodes aethiopica Simon, 1907
- Scytodes affinis Kulczynski, 1901
- Scytodes aharonii Strand, 1914
- Scytodes akytaba Rheims & Brescovit, 2006
- Scytodes alayoi Alayón, 1977
- Scytodes albiapicalis Strand, 1907
- Scytodes alcomitzli Rheims, Brescovit & Durán-Barrón, 2007
- Scytodes alfredi Gajbe, 2004
- Scytodes altamira Rheims & Brescovit, 2000
- Scytodes antonina Rheims & Brescovit, 2009
- Scytodes apuecatu Rheims & Brescovit, 2006
- Scytodes arboricola Millot, 1946
- Scytodes arenacea Purcell, 1904
- Scytodes armata Brescovit & Rheims, 2001
- Scytodes aruensis Strand, 1911
- Scytodes arwa Rheims, Brescovit & van Harten, 2006
- Scytodes atlacamani Rheims, Brescovit & Durán-Barrón, 2007
- Scytodes atlacoya Rheims, Brescovit & Durán-Barrón, 2007
- Scytodes atlatonin Rheims, Brescovit & Durán-Barrón, 2007
- Scytodes auricula Rheims & Brescovit, 2000
- Scytodes balbina Rheims & Brescovit, 2000
- Scytodes becki Rheims & Brescovit, 2001
- Scytodes bergeri Strand, 1915
- Scytodes bertheloti Lucas, 1838
  - Scytodes bertheloti annulipes Simon, 1907
- Scytodes bilqis Rheims, Brescovit & van Harten, 2006
- Scytodes blanda Bryant, 1940
- Scytodes bocaina Rheims & Brescovit, 2009
- Scytodes bonito Rheims & Brescovit, 2009
- Scytodes brignolii Rheims & Brescovit, 2009
- Scytodes broomi Pocock, 1902
- Scytodes caffra Purcell, 1904
- Scytodes caipora Rheims & Brescovit, 2004
- Scytodes camerunensis Strand, 1906
- Scytodes canariensis Wunderlich, 1987
- Scytodes caratinga Rheims & Brescovit, 2009
- Scytodes caure Rheims & Brescovit, 2004
- Scytodes cavernarum Roewer, 1962
- Scytodes cedri Purcell, 1904
- Scytodes cellularis Simon, 1907
- Scytodes championi F. O. P.-Cambridge, 1899
- Scytodes chantico Rheims, Brescovit & Durán-Barrón, 2007
- Scytodes chapeco Rheims & Brescovit, 2009
- Scytodes chiconahui Rheims, Brescovit & Durán-Barrón, 2007
- Scytodes chiquimula Brescovit & Rheims, 2001
- Scytodes chopim Rheims & Brescovit, 2009
- Scytodes clavata Benoit, 1965
- Scytodes cogu Brescovit & Rheims, 2001
- Scytodes congoanus Strand, 1908
- Scytodes constellata Lawrence, 1938
- Scytodes coronata Thorell, 1899
- Scytodes cotopitoka Rheims et al., 2005
- Scytodes cubensis Alayón, 1977
- Scytodes curupira Rheims & Brescovit, 2004
- Scytodes darlingtoni Alayón, 1977
- Scytodes diminuta Valerio, 1981
- Scytodes dissimulans Petrunkevitch, 1929
- Scytodes dollfusi Millot, 1941
- Scytodes domhelvecio Rheims & Brescovit, 2009
- Scytodes dorothea Gertsch, 1935
- Scytodes drakensbergensis Lawrence, 1947
- Scytodes eleonorae Rheims & Brescovit, 2001
- Scytodes elizabethae Purcell, 1904
- Scytodes farri Alayón, 1985
- Scytodes flagellata Purcell, 1904
- Scytodes fourchei Lessert, 1939
- Scytodes fusca Walckenaer, 1837
- Scytodes genebra Rheims & Brescovit, 2009
- Scytodes gertschi Valerio, 1981
- Scytodes gilva (Thorell, 1887)
- Scytodes globula Nicolet, 1849
- Scytodes gooldi Purcell, 1904
- Scytodes grammocephala Simon, 1909
- Scytodes guapiassu Rheims & Brescovit, 2009
- Scytodes guttipes Simon, 1893
- Scytodes hahahae Rheims & Brescovit, 2001
- Scytodes humilis L. Koch, 1875
- Scytodes iabaday Rheims & Brescovit, 2001
- Scytodes ilhota Rheims & Brescovit, 2009
- Scytodes imbituba Rheims & Brescovit, 2009
- Scytodes immaculata L. Koch, 1875
- Scytodes insperata Soares & Camargo, 1948
- Scytodes intricata Banks, 1909
- Scytodes itabaiana Rheims & Brescovit, 2009
- Scytodes itacuruassu Rheims & Brescovit, 2006
- Scytodes itapecerica Rheims & Brescovit, 2009
- Scytodes itapevi Brescovit & Rheims, 2000
- Scytodes itzana Chamberlin & Ivie, 1938
- Scytodes itzli Rheims, Brescovit & Durán-Barrón, 2007
- Scytodes janauari Brescovit & Höfer, 1999
- Scytodes jousseaumei Simon, 1907
- Scytodes jurubatuba Rheims & Brescovit, 2009
- Scytodes jurupari Rheims & Brescovit, 2004
- Scytodes jyapara Rheims & Brescovit, 2006
- Scytodes kaokoensis Lawrence, 1928
- Scytodes karrooica Purcell, 1904
- Scytodes kinsukus Patel, 1975
- Scytodes kinzelbachi Wunderlich, 1995
- Scytodes lanceolata Purcell, 1904
- Scytodes lara Rheims & Brescovit, 2004
- Scytodes lawrencei Lessert, 1939
- Scytodes leipoldti Purcell, 1904
- Scytodes leprosula Strand, 1913
- Scytodes lesserti Millot, 1941
- Scytodes lewisi Alayón, 1985
- Scytodes lineatipes Taczanowski, 1874
- Scytodes liui Wang, 1994
- Scytodes longipes Lucas, 1844
  - Scytodes longipes simplex Franganillo, 1926
- Scytodes lorenzoi Alayón, 1977
- Scytodes lugubris (Thorell, 1887)
- Scytodes luteola Simon, 1893
- Scytodes lycosella Purcell, 1904
- Scytodes lyriformis Purcell, 1904
- Scytodes magna Bristowe, 1952
- Scytodes major Simon, 1886
- Scytodes makeda Rheims, Brescovit & van Harten, 2006
- Scytodes mangabeiras Rheims & Brescovit, 2009
- Scytodes mapia Rheims & Brescovit, 2000
- Scytodes mapinguari Rheims & Brescovit, 2004
- Scytodes maquine Rheims & Brescovit, 2009
- Scytodes maresi Rheims & Brescovit, 2001
- Scytodes maritima Lawrence, 1938
- Scytodes marlieria Rheims & Brescovit, 2009
- Scytodes maromba Rheims & Brescovit, 2009
- Scytodes marshalli Pocock, 1902
- Scytodes martiusi Brescovit & Höfer, 1999
- Scytodes mawphlongensis Tikader, 1966
- Scytodes mayahuel Rheims, Brescovit & Durán-Barrón, 2007
- Scytodes montana Purcell, 1904
- Scytodes multilineata Thorell, 1899
- Scytodes nambiobyrassu Rheims & Brescovit, 2009
- Scytodes nambiussu Rheims & Brescovit, 2006
- Scytodes nanahuatzin Rheims, Brescovit & Durán-Barrón, 2007
- Scytodes nigristernis Simon, 1907
- Scytodes noeli Alayón, 1977
- Scytodes obelisci Denis, 1947
- Scytodes opoxtli Rheims, Brescovit & Durán-Barrón, 2007
- Scytodes oswaldi Lenz, 1891
- Scytodes paarmanni Brescovit & Höfer, 1999
- Scytodes pallida Doleschall, 1859
- Scytodes panamensis Brescovit & Rheims, 2001
- Scytodes panguana Brescovit & Höfer, 1999
- Scytodes pholcoides Simon, 1898
- Scytodes pintodarochai Rheims & Brescovit, 2009
- Scytodes piroca Rheims & Brescovit, 2000
- Scytodes piyampisi Rheims et al., 2005
- Scytodes propinqua Stoliczka, 1869
- Scytodes pulchella Berland, 1914
- Scytodes punctipes Simon, 1907
- Scytodes quarta Lawrence, 1927
- Scytodes quattuordecemmaculata Strand, 1907
  - Scytodes quattuordecemmaculata clarior Strand, 1907
- Scytodes quinqua Lawrence, 1927
- Scytodes redempta Chamberlin, 1924
- Scytodes reticulata Jézéquel, 1964
- Scytodes robertoi Alayón, 1977
- Scytodes rubra Lawrence, 1937
- Scytodes ruizensis Strand, 1914
- Scytodes saaristoi Rheims & Brescovit, 2009
- Scytodes saci Rheims & Brescovit, 2004
- Scytodes sansibarica Strand, 1907
- Scytodes schultzei Purcell, 1908
- Scytodes semipullata (Simon, 1909)
- Scytodes sexstriata Roewer, 1960
- Scytodes silvatica Purcell, 1904
- Scytodes sincora Rheims & Brescovit, 2009
- Scytodes skuki Rheims & Brescovit, 2001
- Scytodes socialis Miller, 2006
- Scytodes sordida Dyal, 1935
- Scytodes stoliczkai Simon, 1897
- Scytodes strandi Spassky, 1941
- Scytodes strussmannae Rheims & Brescovit, 2001
- Scytodes subadulta Strand, 1911
- Scytodes subthoracica Strand, 1906
- Scytodes subulata Purcell, 1904
- Scytodes suffusa Strand, 1906
- Scytodes symmetrica Lawrence, 1938
- Scytodes tabuleiro Rheims & Brescovit, 2009
- Scytodes tacapepucu Rheims & Brescovit, 2006
- Scytodes tapacura Rheims & Brescovit, 2009
- Scytodes tapuia Rheims & Brescovit, 2009
- Scytodes tardigrada Thorell, 1881
- Scytodes tegucigalpa Brescovit & Rheims, 2001
- Scytodes tenerifensis Wunderlich, 1987
- Scytodes tertia Lawrence, 1927
- Scytodes testudo Purcell, 1904
- Scytodes tezcatlipoca Rheims, Brescovit & Durán-Barrón, 2007
- Scytodes thoracica (Latreille, 1802)
- Scytodes tinkuan Rheims & Brescovit, 2004
- Scytodes tlaloc Rheims, Brescovit & Durán-Barrón, 2007
- Scytodes triangulifera Purcell, 1904
- Scytodes trifoliata Lawrence, 1938
- Scytodes turvo Rheims & Brescovit, 2009
- Scytodes tuyucua Brescovit, Rheims & Raizer, 2004
- Scytodes tyaia Rheims & Brescovit, 2009
- Scytodes tyaiamiri Rheims & Brescovit, 2006
- Scytodes tyaiapyssanga Rheims & Brescovit, 2006
- Scytodes tzitzimime Rheims, Brescovit & Durán-Barrón, 2007
- Scytodes uligocetes Valerio, 1981
- Scytodes una Rheims & Brescovit, 2009
- Scytodes univittata Simon, 1882
  - Scytodes univittata unilineata Thorell, 1887
- Scytodes upia Rheims & Brescovit, 2006
- Scytodes vassununga Rheims & Brescovit, 2009
- Scytodes vaurieorum Brescovit & Rheims, 2001
- Scytodes velutina Heineken & Lowe, 1832
- Scytodes venusta (Thorell, 1890)
- Scytodes vieirae Rheims & Brescovit, 2000
- Scytodes vittata Keyserling, 1877
- Scytodes xai Rheims & Brescovit, 2006
- Scytodes ybyrapesse Rheims & Brescovit, 2006
- Scytodes yphanta Wang, 1994
- Scytodes yssaiapari Rheims & Brescovit, 2006
- Scytodes ytu Rheims & Brescovit, 2009
- Scytodes zamena Wang, 1994
- Scytodes zamorano Brescovit & Rheims, 2001
- Scytodes zapatana Gertsch & Mulaik, 1940